# Škoda 02T
Škoda 02T (též označení T3M.04) je typ tramvaje, který vznikl modernizací československé tramvaje T3.

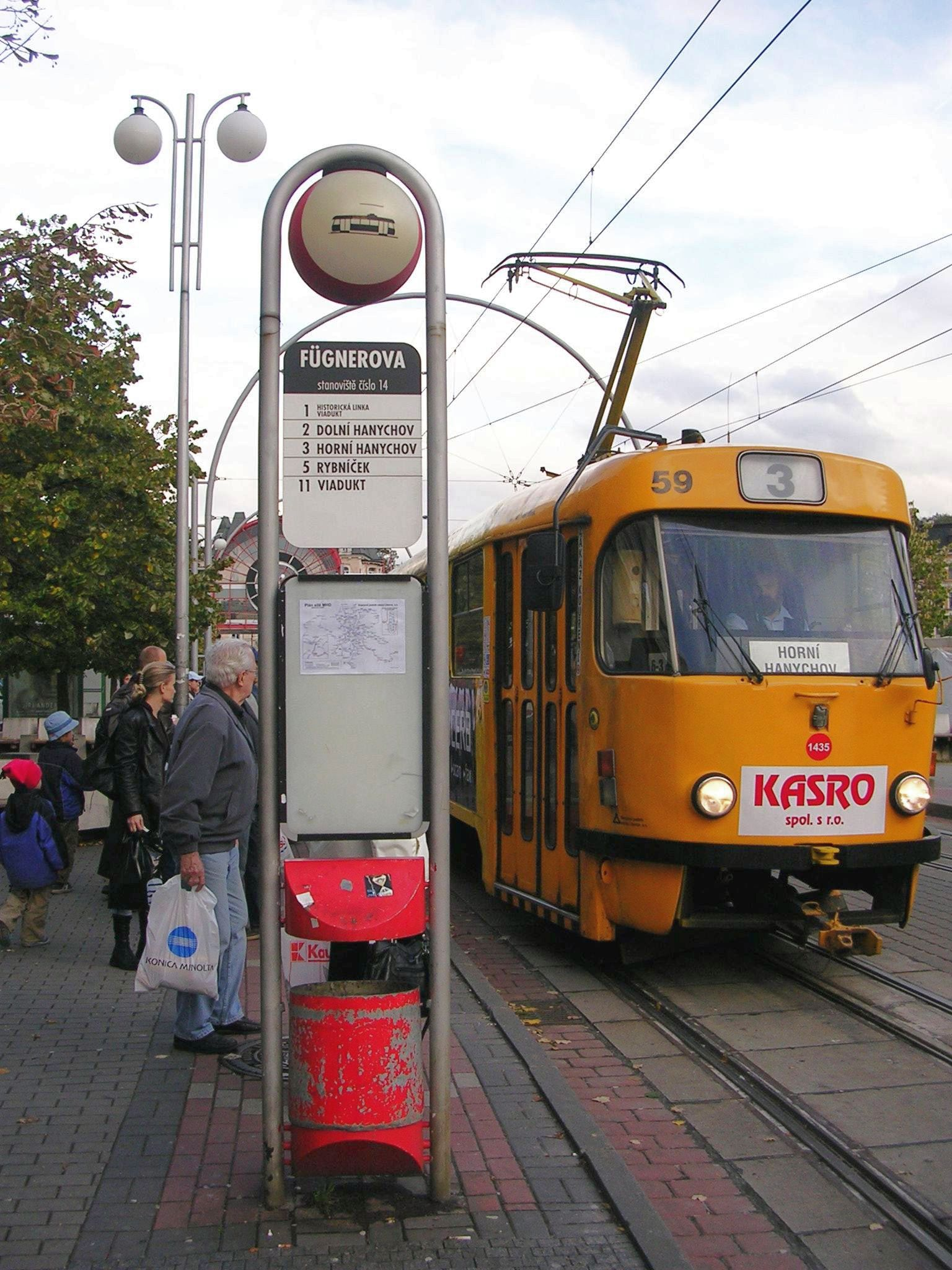
Liberecká tramvaj Škoda 02T v zastávce Fügnerova

## Historie
Protože v Liberci v polovině 90. let minulého století by z důvodu zanedbaného vozového parku mohlo dojít až k zastavení tramvajové dopravy, rozhodl se Dopravní podnik města Liberce modernizovat své tramvaje. Z důvodu velké poruchovosti tramvaje evidenční číslo 54 rekonstruované v ČKD Tatra na typ T3G bylo rozhodnuto nechat si další vozy modernizovat v plzeňské Škodě, která ve stejné době prováděla rekonstrukce plzeňských tramvají.
Bylo modernizováno celkem 20 tramvají T3 (T3SU, T3SUCS) v letech 1996–1998 a dodatečně 1 tramvaj T3 původem z Olomouce v roce 2015 (modernizace započala již v roce 2008), kterou si DPMLJ zkompletoval sám (ev. č. 30). Tato tramvaj získala elektrickou výzbroj z (po nehodě) vyřazeného vozu ev. č. 78.

## Konstrukce
Tramvaje byly celkově opraveny, zmodernizován byl interiér i stanoviště řidiče, byla dosazena nová elektrická výzbroj Škoda s IGBT tranzistory, byl dosazen polopantograf, stejný jako na typ T3M.0 modernizovaný pro plzeňský dopravní podnik. Vozy tak prakticky odpovídaly svým plzeňským protějškům. Rozdíly ale jsou: řidič neovládá vůz pedály (jako v Plzni), ale ručním řadičem, nebyly provedeny výřezy v předním čele pro transparenty, menší rozdíly jsou i elektrických obvodech.[zdroj?]
Během následujících let došlo k dalších menším úpravám – byla upravena čela pro montáž digitálního informačního systému, dosazen byl informační systém na bok tramvaje a audiovizuální informační systém do interiéru vozidla.

## Dodávky tramvají
| Současný stát | Město   | Článek | Typ       | Roky dodávek | Evidenční čísla při dodání                            | Počet vozů | Zdroj |
| ------------- | ------- | ------ | --------- | ------------ | ----------------------------------------------------- | ---------- | ----- |
| Česko         | Liberec | článek | Škoda 02T | 1996–2015    | 30, 50, 51, 56, 59, 60, 63, 64, 67, 68, 70, 71, 76–83 | 21         | [ 2 ] |